# Кампу-Гранди
Ка́мпу-Гра́нди (порт. Campo Grande) — город в Бразилии, административный центр штата Мату-Гросу-ду-Сул.

## История и география
На севере граничит со штатами Мату-Гросу и Гояс, на востоке — с Минас-Жерайс и Сан-Паулу, на юго-востоке — со штатом Парана, на юге и западе проходит государственная граница с Парагваем.
К 1977 году, когда из состава штата Мату-Гросу был выделен Мату-Гросу-ду-Сул, Кампу-Гранди намного опережал по численности населения столицу своего прежнего штата, Куябу, что было необычно для Бразилии, где административные центры являлись крупнейшими городами своих штатов. С выделением же Мату-Гросу-ду-Сул Кампу-Гранди стал одновременно и крупнейшим городом своего штата. Кроме того, на данный момент Кампу-Гранди — третий по численности населения город в Центрально-Западном регионе и 23-й — во всей Бразилии.

## Климат
Климат в городе тропический, зимний сезон дождей длится с мая по сентябрь или октябрь. Среднегодовое количество осадков — около 1500 мм. Температура колеблется от 20 до 29 градусов по Цельсию с минимумами в июле (14°) и максимумами с ноября по март (в районе 30°)

## Экономика
Основу экономики города составляет третичный сектор (бизнес и услуги), хотя сельскохозяйственная деятельность также остаётся весьма значимой. Город является центром переработки сои, риса и маниоки.
В Кампу-Гранди расположены 5 университетов, Международный аэропорт Кампу-Гранди, торговая биржа. Это важный транспортный центр, связующий внутренние регионы Бразилии и прибрежные, в первую очередь — со штатом Сан-Паулу.

## Культура и спорт
В городе расположен довольно крупный стадион Моренао (порт. Morenão) (Университетский стадион Педро Педроссяна), вмещающий 45 тыс. зрителей. Кроме того, в Кампу-Гранди есть ещё около 45 спортивных полей и площадок для занятия различными видами спорта. Самый популярный вид — футбол, хотя его уровень довольно средний. Две главные спортивные/футбольные команды города — «Комершиал» (в 1970-е и 1980-е провёл 6 сезонов в бразильской Серии A) и «Операрио» (занимал 3-е место в чемпионате Бразилии в 1970-е годы, с конца 1980-х — в основном в низших лигах).
В городе проводится кинофестиваль, популярны автомобильные гонки.

## Города-побратимы
- Злин
- Икике
- Лишуй
- Педро-Хуан-Кабальеро
- Сиэтл
- Торонто
- Турин
- Хамамацу